# (74178) 1998 RD19
(74178) 1998 RD19 – planetoida z pasa głównego asteroid okrążająca Słońce w ciągu 4,09 lat w średniej odległości 2,56 j.a. Odkryta 14 września 1998 roku.